# Elasticità della domanda
In microeconomia, con il concetto di elasticità della domanda rispetto al prezzo di mercato – definibile come la "reattività" o "sensibilità" della quantità domandata di un bene in seguito ad una variazione del prezzo di tale bene – si indica quella misura che mette in relazione la variazione percentuale della quantità domandata con la variazione percentuale del prezzo, data una certa funzione di domanda a parità di altre condizioni come beni correlati, reddito, preferenze del consumatore. 

## Descrizione
L'elasticità della domanda rispetto ai prezzi venne elaborata dall'economista Alfred Marshall e indica l'attesa variazione percentuale della domanda di un dato prodotto/servizio (quantità venduta Q) rispetto ad una variazione percentuale del prezzo dello stesso prodotto o di altri prodotti (elasticità incrociata):
{\displaystyle e_{p}={\frac {\frac {\Delta Q}{Q}}{\frac {\Delta p}{p}}}}
Gli incrementi possono essere fatti tendere a zero, considerando variazioni infinitesime anziché variazioni finite, per usare le derivate e i relativi strumenti di calcolo:
{\displaystyle e_{p}={\frac {\frac {\partial Q}{Q}}{\frac {\partial p}{p}}}}
Ogni bene differisce dall'altro per quanto riguarda l'elasticità, ossia la sensibilità alle variazioni del prezzo. L'elasticità della domanda dipende da numerosi fattori economici, anche se tende ad essere più elevata per i beni di lusso, per i quali sono disponibili beni sostitutivi. Vi sono diverse categorie di elasticità:
- Quando una variazione del prezzo dell'1% genera una variazione della quantità domandata superiore all'1% ha luogo una domanda elastica rispetto al prezzo.
- Quando una variazione del prezzo dell'1% genera una variazione della quantità domandata inferiore all'1% ha luogo una domanda anaelastica rispetto al prezzo.
- Quando una variazione del prezzo dell'1% genera una variazione della domanda dell'1% ha luogo una domanda a elasticità unitaria.

Se tale valore è negativo, la funzione di domanda, inclinata negativamente, è del tipo {\displaystyle P=a-b\cdot Q}. La pendenza (o coefficiente angolare) di una retta è {\displaystyle b={\frac {\partial P}{\partial Q}}} (oppure {\displaystyle b={\frac {\partial Q}{\partial P}}}, se si considera la funzione inversa {\displaystyle Q=a-b\cdot P}).
Per quanto riguarda la relazione tra l'elasticità ed il ricavo, dove il ricavo è dato dal prodotto fra quantità e prezzo, sappiamo che:
- se la domanda è anaelastica rispetto al prezzo, una diminuzione del prezzo riduce il ricavo totale.
- se la domanda è elastica rispetto al prezzo, una diminuzione del prezzo aumenta il ricavo totale.
- se la domanda è a elasticità unitaria, una diminuzione del prezzo non modifica il ricavo totale.

Lo stato è incentivato a tassare beni con curva di domanda anelastica.
È evidente che l'elasticità è strettamente legata alla funzione di domanda. Solitamente si usa per misurare la reattività del mercato rispetto al prezzo ({\displaystyle Q} è la variabile dipendente e {\displaystyle P} la leva sulla quale il produttore può agire).
L'elasticità può però essere usata anche in senso opposto, per misurare la variazione del prezzo in seguito ad un aumento dell'offerta: in questo caso si sostituisce a Q la funzione domanda {\displaystyle Q=a-b\cdot P}. Tale calcolo può per esempio essere utile quando una nuova azienda entra in un settore, per cui le aziende già presenti, per favorire una rapida espulsione dal mercato del nuovo concorrente, aumentano l'offerta in modo da abbassare i prezzi, proprio nel momento in cui l'altro ha contratto dei debiti, anche a causa agli alti costi fissi, proprio dovuti per l'ingresso sul mercato.
L'elasticità incrociata ha una notevole importanza in quanto misura la sostituibilità di beni succedanei o alternativi alla funzione prezzo.
L'elasticità parte dal presupposto che nessun soggetto economico ha un tale potere sul mercato da poter determinare contemporaneamente sia la quantità che il prezzo. Se uno è conosciuto, l'altro è determinato dal mercato e non è noto a priori, ma è una grandezza da misurare.
La funzione della domanda è in generale una curva, semplificata in una retta. Se la domanda è approssimata con una retta, essendo una funzione lineare, è anche invertibile, e come detto si può anche esprimere la quantità in funzione del prezzo.